# Youssef Aftimus

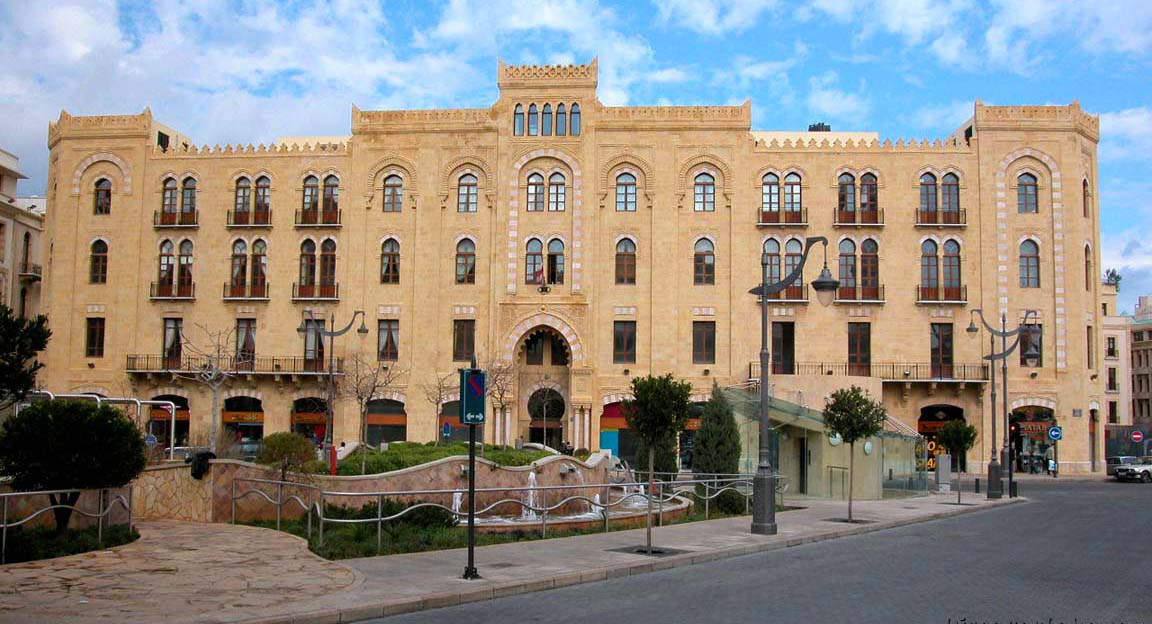
Prefeitura de Beirut.

Youssef Aftimus (25 de novembro de 1866 – 10 de setembro de 1952); (يوسف أفتيموس) foi um engenheiro civil e arquitecto libanês, especializado no renascimento da arquitectura mourisca. Aftimus também foi académico, jornalista, visionário urbanista, patriota, político e filantropo. Foram exemplos de suas obras de arquitectura:
- Prefeitura de Beirut,
- Torre do relógio Hamidiyyeh de Grande Serail,
- Fonte de Hamidiyyeh
- Beit Beirut.[3][4]
- Edifício Barakat.[5]

## Biografia
Youssef Aftimus era aborígene da histórica cidade de Deir El Qamar, de uma família católica grega. A partir de 1875, Aftimus frequentou o Colégio dos Irmãos Maristas, na sua cidade natal. Em 1879, mudou-se para o Colégio Protestante da Síria (mais tarde conhecido como a Universidade Americana de Beirut, de modo a completar os seus estudos, graduando-se com o título de Bachelor of Arts.

#### Outros trabalhos
- 1920 Damour: ponte sobre um rio (bombardeada em 1941)
- 1923 Perfeitura de Beirut
- 1924 Nabatiyeh: sistema de abastecimento de água
- 1924 Edifício Nicolas Barakat
- 1925 Edifícios em Hotel-Dieu de France hospital
- 1927 Construção da casa de Aftimus (Kantari)
- 1929 Conferência sobre Arquitectura Árabe. (Morte do seu filho Fouad Aftimus).
- 1929 Edifício Issa (Hospital Trad), casa do consulado dos Estados Unidos.
- 1932 Edifício Zouheir (Colégio Haïgazian)
- 1933 Edifício Municipal de Beirut, Sage Hall (BUC).
- Grande Teatro de Beitur, em frente à rua Maarad.[6]

#### Projectos não realizados
- 1935 Projecto não realizado para uma Catedral Católica Grega.

### Outros trabalhos fora do seu país
- 1903 projectos de irrigação em Upper-Egypt para o Governo Egípcio
- 1910 Irão: vários trabalhos no norte do país

## Impacto
O final do século XIX viu a queda do movimento de renascimento da cultura otomana, cujo objectivo era o de definir o estilo arquitectónico otomado que começou com a publicação do Iprahim Eldem Pasha (Princípios da Arquitectura Otomana) de Usul-i mimariyi osmani em 1873. O revivalismo arquitectónico otomano era muito ecléctico e deu asso a muitos estilos incluindo o barroco otomano, a arquitectura islâmica moderna, neo-classicismo, entre outros. A participação de Aftimus na feira mundial de Chicago foi um dos pontos altos da sua carreira como arquitecto do revivalismo arquitectónico otomano. Embora ele tivesse um reduzido conhecimento da cultura arquitectónica de Istambul, o seu trabalho para o governo otomano levou-o a entrar em contacto com algumas tendências da capital otomana. Assim, ele introduziu esta técnica em Beitur no final do século XIX; a sua influência arquitectónica viria mais tarde a dominar a maneira de desenhar edifícios públicos de Beitut nas últimas duas décadas do domínio otomano naquela região.